# یانکو داچیک
یانکو داچیک (انگلیسی: Yanko Daucik; ۲۲ مارس ۱۹۴۱ – ۱۳ مهٔ ۲۰۱۷) بازیکن فوتبال اهل اسپانیا بود.
از باشگاه‌هایی که در آن بازی کرده‌است می‌توان به باشگاه فوتبال اسپانیول، باشگاه ورزشی رئال مایورکا، باشگاه فوتبال اتلتیکو مادرید، باشگاه فوتبال رایو وایکانو، باشگاه فوتبال رئال مادرید، باشگاه فوتبال رئال بتیس، باشگاه فوتبال الچه، باشگاه فوتبال اونیورسیداد شیلی، و باشگاه فوتبال خرز اشاره کرد.